# José Vilaseca y Mogas
José Vilaseca y Mogas (Barcelona, 1830 - 1899) fue un abogado y político español. 
Hijo de un panadero, en 1854 se licenció en Derecho por la Universidad de Barcelona. 
Monárquico alfonsino, fue miembro de la Liga del Orden Social de Barcelona fundada por Manuel Durán. Por encargo de Cánovas del Castillo, en 1875 actuó como mediador con Manuel Durán y el periodista Juan Mañé para alcanzar la paz en la tercera guerra carlista. Por este motivo en 1878 recibió la Gran Cruz al Mérito Militar. Miembro del Partido Conservador, Martínez Campos le nombró miembro de la Diputación Provisional de 1875, de la que fue vicepresidente en 1876. Fue presidente de la Diputación de Barcelona entre 1878 y 1882, y durante su mandato restableció los Mozos de Escuadra. 
También fue diputado al Congreso por el distrito electoral de Barcelona en las elecciones generales de 1886 y de 1891. Desde su escaño defendió firmemente el proteccionismo económico y el derecho catalán. Fue senador por la provincia de Barcelona entre 1893 y 1900. También fue decano del Colegio de Abogados de Barcelona. En 2006, su descendiente Félix Vilaseca i Anglada, donó sus documentos al Archivo Nacional de Cataluña.